# Gibberella fujikuroi
Gibberella fujikuroi är en svampart. Gibberella fujikuroi ingår i släktet Gibberella och familjen Nectriaceae.

## Underarter
Arten delas in i följande underarter:
- intermedia
- subglutinans
- fujikuroi

## Källor

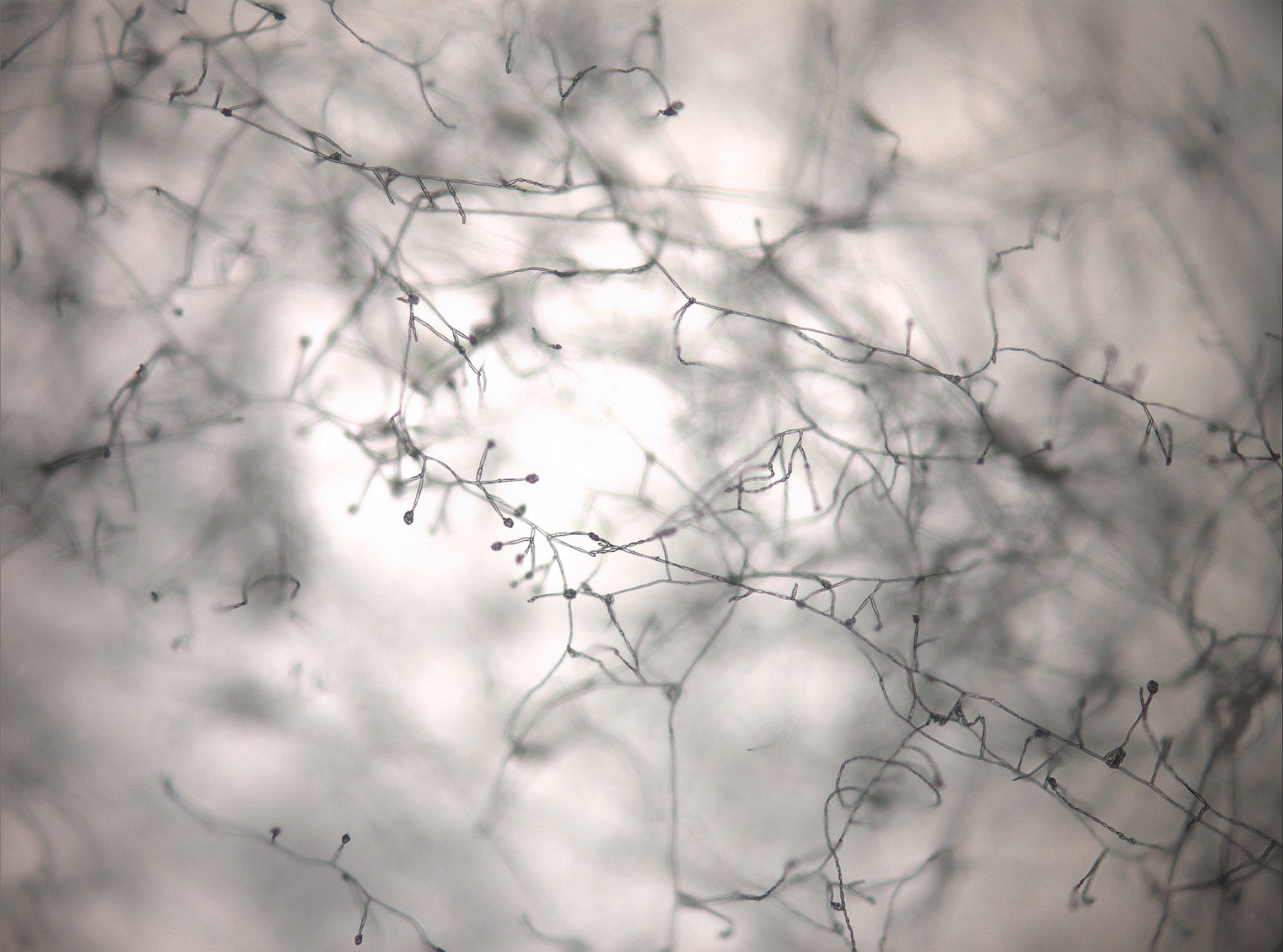